# Conductus
Conductus (uit het Latijn: conducere = begeleiden) is een muziekterm die gebruikt wordt in kerkmuziek. De term duidt een gezang aan dat de processie begeleidt. De conductus kende haar bloeitijd als muzikale vorm van kerkmuziek vooral in de 13e en 14e eeuw.

## Achtergrond
Samen met de 'Benedicamus Domino'-tropen (een oorspronkelijk in proza voorgedragen invoeging, en strofisch geschreven tekst, soms met muziek) vormde de conductus vanaf de 11e eeuw een belangrijk onderdeel in de Gregoriaanse gezangen van de Saint Martial kloosterorde in Limoges. In deze kloosterorde lag een belangrijke kiem van een nieuwe eenstemmige zangwijze, die ook voor de conductus gold.
De conductus ontstond naast de rijm- en strofensequens en de hymne als onderdeel van de Mariaviering, dus als onderdeel van de kerkelijke muziek. In de kerkdienst werd de conductus als lied voor de schriftlezing ten gehore gebracht, op het moment dat de dienstdoende geestelijke naar het spreekgestoelte liep voor de Bijbellezing. Als begeleidend gezang duikt de conductus naast in reguliere kerkdiensten ook op bij officiële kerkelijke aangelegenheden waarbij voorname geestelijken opkomen of afgaan.
Later werd de (doorgaans eenstemmige) conductus, mede onder invloed van de wereldlijke muziek der troubadours ook, op wereldlijke melodieën uitgevoerd, en soms begeleid door orgel.
In de Notre-Dame school werden de vormen van het organum, het motet en de conductus min of meer aan strengere regels gebonden. Hier kende men in haar glorietijd een conductus die een- tot driestemmig was, waarbij het lied niet meer puur liturgisch gebruikt werd, maar ook een wereldlijke, moralistische of politieke inhoud kon hebben. Het karakter van de conductus was feestelijk en de kunstvorm werd voornamelijk door klerikale personen uitgevoerd.
De hoofdstem van de conductus ligt bijna steeds onderin (tenorfunctie), maar heeft geen liturgische vaste vorm zoals vaak in het motet of koraal. De tekst van de onderstem (de tenor) wordt in de bovenstemmen herhaald, waarbij elke lettergreep in elke stem gelijktijdig plaatsvindt met die in de tenor.
De strofische indeling van tekst van de conductus kent twee typen:
- Elke strofe (of dubbele strofe) wordt herhaald, waarbij de tekst in 'coupletten' is verdeeld over de muzikale strofe, of:
- Elke strofe kent een nieuwe muziek (de tekst wordt doorgecomponeerd)

De conductus is syllabisch van opzet (1 toon per lettergreep), maar soms met kleine ornamenten van enkele korte tonen per lettergreep versierd. Soms echter komen ook langere melismen per lettergreep voor, vooralaan begin of einde van een strofe, waarbij dan alle betrokken stemmen wel hun tekst tegelijk wisselen. Zo'n hoogmelismatische conductus had een zeer feestelijke bedoeling.
In de Ars antiqua wordt de conductus langzaamaan overschaduwd door het motet. De geestelijke conductus was veelal op de wereldlijke melodieën van de trouvères en troubadours gebaseerd, terwijl het motet veel meer op kerkelijke muziek leunde. Omgekeerd duiken ook in de wereldlijke muziek trouvèreliederen op die op geestelijke conductussen werden getoonzet.
Omdat de conductus in mensurale notatie werd opgeschreven, kunnen haar ritmische invloeden bij de wereldlijke trouvèreliederen worden teruggevonden, mits men ervan uitgaat dat de melodiek van de conductus bij overname door troubadours niet veel veranderd werd.
Ook in Engeland treft men de conductus aan in de periode van de 13e en eerste helft 14e eeuw, onder andere in de Worcester-Fragmenten uit de zangschool van de Engelse kathedralen. Deze zangschool kende naast motetten, koraalbewerkingen en sequenzen ook liederen als de conductus, de hymne en het rondeel. De conductus heeft hier een natuurlijke vloeiende melodiek, en behalve enkele stukken dieovergenomen waren uit de Notre-Dame-school zijn er veel originele in Engeland zelf gecomponeerde conducti overgeleverd.